# Veldrijden in het seizoen 2007-2008
Het veldritseizoen 2007-2008 begon op 16 september 2007 met de Steenbergcross te Erpe-Mere en eindigde op 17 februari 2008 met de Internationale Sluitingsprijs in Oostmalle, België.

## UCI ranking

### Eindstanden mannen
De landenrankings per categorie werden opgemaakt door optelling van de punten die behaald werden door de eerste drie geklasseerde renners van elk land. In het geval dat landen gelijk stonden in de stand, was de plaats van hun beste renner in de individuele stand beslissend.
| Plaats | Renner                | Punten |
| ------ | --------------------- | ------ |
| 1      | Sven Nys              | 2.800  |
| 2      | Lars Boom             | 2.432  |
| 3      | Bart Wellens          | 2.330  |
| 4      | Erwin Vervecken       | 1.953  |
| 5      | Zdeněk Štybar         | 1.838  |
| 6      | Klaas Vantornout      | 1.772  |
| 7      | Sven Vanthourenhout   | 1.479  |
| 8      | Richard Groenendaal   | 1.404  |
| 9      | Christian Heule       | 1.302  |
| 10     | Bart Aernouts         | 1.202  |
| 11     | Niels Albert          | 1.205  |
| 12     | Francis Mourey        | 1.161  |
| 13     | Kevin Pauwels         | 1.120  |
| 14     | Radomír Šimůnek       | 1.101  |
| 15     | Gerben de Knegt       | 1.042  |
| 16     | Thijs Al              | 876    |
| 17     | Jonathan Page         | 851    |
| 18     | Wilant van Gils       | 839    |
| 19     | John Gadret           | 676    |
| 20     | Marco Aurelio Fontana | 656    |

| Plaats | Land                | Punten |
| ------ | ------------------- | ------ |
| 1      | België              | 7.083  |
| 2      | Nederland           | 4.878  |
| 3      | Tsjechië            | 3.468  |
| 4      | Frankrijk           | 2.427  |
| 5      | Zwitserland         | 2.138  |
| 6      | Verenigde Staten    | 1.771  |
| 7      | Italië              | 1.625  |
| 8      | Duitsland           | 1.096  |
| 9      | Slowakije           | 919    |
| 10     | Polen               | 886    |
| 11     | Spanje              | 624    |
| 12     | Luxemburg           | 554    |
| 13     | Canada              | 435    |
| 14     | Denemarken          | 413    |
| 15     | Verenigd Koninkrijk | 379    |
| 16     | Japan               | 332    |
| 17     | Kroatië             | 203    |
| 18     | Oostenrijk          | 230    |
| 19     | Noorwegen           | 37     |
| 20     | Zweden              | 20     |

Ranking per het einde van het seizoen.

## Kalender
De wereldbeker wordt weergegeven in vetgedrukte tekst, de belangrijkste regelmatigheidscriteriums in cursief gedrukte tekst.
Voor de wedstrijdcategorieën, zie UCI-wedstrijdcategorieën.

### September
| Datum | Cross                                                  | Cat. | Winnaar mannen  | Winnaar vrouwen |
| ----- | ------------------------------------------------------ | ---- | --------------- | --------------- |
| 16    | Steenbergcross, Erpe-Mere                              | C2   | Niels Albert    |                 |
| 22    | Kinetic Systems – Tailwind Cyclo-Cross #1, Springfield | C2   | Jonathan Page   |                 |
| 22    | Star-Crossed Redmond, Redmond                          | C2   | Christian Heule |                 |
| 23    | Grote Prijs Neerpelt, Neerpelt                         | C2   | Sven Nys        |                 |
| 23    | Kinetic Systems – Tailwind Cyclo-Cross #2, Springfield | C2   | Jonathan Page   |                 |
| 23    | Rad Racing Grand Prix, Lakewood                        | C2   | Christian Heule |                 |
| 26    | Cross Vegas, Las Vegas                                 | C2   | Ryan Trebon     | Lyne Bessette   |
| 28    | Cross Louny (TOI TOI Cup) , Louny                      | C2   | Zdeněk Štybar   |                 |
| 29    | Cross Plzen (TOI TOI Cup) , Plzen                      | C2   | Zdeněk Štybar   | Pavla Havlíková |
| 29    | Openingsveldrit Harderwijk, Harderwijk                 | C2   | Sven Nys        |                 |

### Oktober
| Datum | Cross                                                     | Cat. | Winnaar mannen      | Winnaar vrouwen      |
| ----- | --------------------------------------------------------- | ---- | ------------------- | -------------------- |
| 6     | Cross Uničov (TOI TOI Cup), Uničov                        | C2   | Zdeněk Mlynář       |                      |
| 6     | Whitmore's Landscaping Super Cross Cup #1, Southampton    | C1   | Erwin Vervecken     | Katherine Compton    |
| 7     | Cross Abergavenny (National Trophy), Abergavenny          | C2   | Paul Oldham         |                      |
| 7     | Whitmor's Landscaping Super Cross Cup #2, Southampton     | C2   | Barry Wicks         | Katherine Compton    |
| 7     | Jim Horner Cyclocross Grand Prix, Edmonton                | C2   | Tim Heemskerk       |                      |
| 13    | Cross Hlinsko (TOI TOI Cup), Hlinsko                      | C2   | Zdeněk Mlynář       |                      |
| 13    | GP Région Wallonne, Dottignies                            | C2   | Sven Nys            |                      |
| 13    | Grand Prix of Gloucester #1, Gloucester                   | C2   | Jeremy Powers       |                      |
| 13    | Java Johnny's – LionHearts' Cross, Middletown             | C2   | Barry Wicks         | Katherine Compton    |
| 14    | Int. Radquer Fehraltorf, Fehraltorf                       | C2   | Simon Zahner        |                      |
| 14    | Cyclocross Ruddervoorde (Superprestige), Ruddervoorde     | C1   | Sven Nys            |                      |
| 14    | Cross Sarrebourg (Coupe de France), Sarrebourg            | C2   | Francis Mourey      | Maryline Salvetat    |
| 14    | Grand Prix of Gloucester #2, Gloucester                   | C2   | Jesse Anthony       |                      |
| 14    | Bio Wheels / United Dairy Farmers Cyclo-Cross, Cincinnati | C2   | Barry Wicks         | Katherine Compton    |
| 18    | Kermiscross, Ardooie                                      | C2   | Niels Albert        |                      |
| 20    | Kleicross, Lebbeke                                        | C2   | Enrico Franzoi      |                      |
| 20    | Granogue Cross, Wilmington                                | C1   | Timothy Johnson     |                      |
| 21    | Vlaamse Industrieprijs Bosduin (Wereldbeker), Kalmthout   | CDM  | Zdeněk Štybar       | Daphny van den Brand |
| 21    | Wissahickon Cross, Philadelphia                           | C2   | Jeremy Powers       |                      |
| 21    | Dam Cross, Los Angeles                                    | C2   | Tristan Schouten    |                      |
| 23    | Nacht van Woerden, Woerden                                | C2   | Erwin Vervecken     | Daphny van den Brand |
| 27    | Cyclocross Tabor (Wereldbeker), Tabor                     | CDM  | Sven Nys            |                      |
| 27    | USGP of Cyclocross – Derby City Cup #1, Louisville        | C2   | Jeremy Powers       | Katherine Compton    |
| 28    | Radquer Steinmaur, Steinmaur                              | C2   | Francis Mourey      |                      |
| 28    | Cyclocross Zonhoven, Zonhoven                             | C2   | Bart Wellens        | Helen Wyman          |
| 28    | G.P. Commune Niederanven et GP Comat, Contern             | C2   | Johannes Sickmüller |                      |
| 28    | Cross Ipswich (National Trophy) , Ipswich                 | C2   | Paul Oldham         |                      |
| 28    | USGP of Cyclocross – Derby City Cup #2, Louisville        | C2   | Timothy Johnson     | Katherine Compton    |

### November
| Datum | Cross                                                        | Cat. | Winnaar mannen        | Winnaar vrouwen      |
| ----- | ------------------------------------------------------------ | ---- | --------------------- | -------------------- |
| 1     | Cyclo-Cross International de Marle, Marle                    | C2   | Francis Mourey        |                      |
| 1     | Koppenbergcross (GVA Trofee), Oudenaarde                     | C1   | Sven Nys              | Daphny van den Brand |
| 1     | Internationales Radcross, Magstadt                           | C2   | Christian Heule       |                      |
| 3     | Houtlandcross, Eernegem                                      | C2   | Klaas Vantornout      |                      |
| 3     | Chainbiter 9.0, Farmington                                   | C2   | Christopher Jones     |                      |
| 3     | Redline North American Cross, Colorado                       | C2   | Ryan Trebon           | Katherine Compton    |
| 4     | Europees kampioenschap, Hittnau                              | CC   |                       | Daphny van den Brand |
| 4     | Bollekescross (Superprestige), Hamme                         | C1   | Sven Nys              | Loes Sels            |
| 4     | The Cycle-Smart International, Northampton                   | C2   | Jesse Anthony         |                      |
| 4     | Boulder Cup, Boulder                                         | C1   | Ryan Trebon           | Katherine Compton    |
| 10    | Jaarmarktcross Niel (GVA Trofee), Niel                       | C2   | Bart Wellens          |                      |
| 10    | Beacon Cycling & Fitness Cyclo-Cross, Bridgeton (New Jersey) | C2   | Davide Frattini       |                      |
| 10    | Centennial Park Cross #1, Etobicoke                          | C2   | Greg Reain            |                      |
| 11    | Int. Radquer Uster, Uster                                    | C2   | Ralph Näf             |                      |
| 11    | Veldrit Pijnacker (Wereldbeker), Pijnacker                   | CDM  | Lars Boom             | Katherine Compton    |
| 11    | Fort Lewis College Squawka Cross, Durango                    | C2   | Todd Wells            |                      |
| 11    | Highland Park Cyclo-Cross, Jamesburg                         | C2   | Davide Frattini       |                      |
| 11    | Centennial Park Cross #2, Etobicoke                          | C2   | Andrew Watson         |                      |
| 17    | GP van Hasselt (GVA Trofee), Hasselt                         | C2   | Sven Nys              |                      |
| 17    | North Carolina Grand Prix #1, Hendersonville                 | C2   | Justin Spinelli       |                      |
| 17    | USGP of Cyclocross, Mercer Cup #1, West Windsor              | C2   | Ryan Trebon           |                      |
| 18    | Cyclocross Aigle, Aigle                                      | C1   | Simon Zahner          |                      |
| 18    | Gran Premio Città di Verbania, Verbania                      | C2   | Marco Aurelio Fontana |                      |
| 18    | Cyclocross Asper-Gavere (Superprestige), Gavere              | C1   | Sven Nys              | Katherine Compton    |
| 18    | Cross Mallory Park (National Trophy) , Mallory Park          | C2   | Maarten Nijland       |                      |
| 18    | North Carolina Grand Prix #2, Hendersonville                 | C2   | Jonathan Hamblen      |                      |
| 18    | USGP of Cyclocross – Mercer Cup #2, West Windsor             | C2   | Ryan Trebon           |                      |
| 24    | Duinencross (Wereldbeker), Koksijde                          | CDM  | Sven Nys              | Daphny van den Brand |
| 24    | Baystate Cyclocross, Sterling                                | C2   | Jeremy Powers         |                      |
| 24    | The Jingle Cross Rock #1, Iowa City                          | C2   | Todd Wells            |                      |
| 25    | Cyclocross Gieten (Superprestige), Gieten                    | C1   | Niels Albert          | Pavla Havlíková      |
| 25    | Cross Quelneuc (Coupe de France), Quelneuc                   | C2   | Francis Mourey        | Laurence Leboucher   |
| 25    | Kansai Cyclo-Cross Meeting Yasu Round, Rittō                 | C2   | Keiichi Tsujiura      |                      |
| 25    | The Jingle Cross Rock #2, Iowa City                          | C2   | Todd Wells            |                      |

1982-1983 · 
1983-1984 · 
1984-1985 · 
1985-1986 · 
1986-1987 · 
1987-1988 · 
1988-1989 · 
1989-1990 · 
1990-1991 · 
1991-1992 · 
1992-1993 · 
1993-1994 · 
1994-1995 · 
1995-1996 · 
1996-1997 · 
1997-1998 · 
1998-1999 · 
1999-2000 · 
2000-2001 · 
2001-2002 · 
2002-2003 · 
2003-2004 · 
2004-2005 · 
2005-2006 · 
2006-2007 · 
2007-2008 · 
2008-2009 · 
2009-2010 · 
2010-2011 · 
2011-2012 · 
2012-2013 · 
2013-2014 · 
2014-2015 · 
2015-2016 · 
2016-2017 · 
2017-2018 · 
2018-2019 · 
2019-2020 · 
2020-2021 · 
2021-2022 · 
2022-2023 ·
2023-2024 ·
2024-2025
Kampioenschappen:  Wereldkampioenschappen · 
 Europese kampioenschappen · 
 Belgische kampioenschappen · 
 Nederlandse kampioenschappen
Klassementen:  Wereldbeker · 
 Superprestige · 
 GvA Trofee · 
 TOI TOI Cup · 
 Challenge national